# 陽阿県
陽阿県（ようあ-けん）は中華人民共和国山西省にかつて存在した県。現在の晋城市陽城県北西部に相当する。
前漢により設置され、南北朝時代、北斉により廃止された。